# Liste der Staatsstraßen in Mittelfranken
Diese Liste der Staatsstraßen in Mittelfranken ist eine Auflistung der Staatsstraßen im zu Bayern gehörenden Mittelfranken. Als Abkürzung für diese Staatsstraßen dient die Abkürzung St. Die weiteren bayerischen Staatsstraßen stehen auf den folgenden Seiten:
- Liste der Staatsstraßen in Niederbayern
- Liste der Staatsstraßen in Oberbayern
- Liste der Staatsstraßen in Oberfranken
- Liste der Staatsstraßen in der Oberpfalz
- Liste der Staatsstraßen in Schwaben
- Liste der Staatsstraßen in Unterfranken

Die Bundesautobahnen und Bundesstraßen werden gestalterisch hervorgehoben.

## Liste
Der Straßenverlauf wird in der Regel von Nord nach Süd und von West nach Ost angegeben.
| Nr.     | Verlauf |
| ------- | --- |
| St 1010 | (L 1010 in Baden-Württemberg) – Landesgrenze – Gumpenweiler – Landesgrenze – (L 1010 in Baden-Württemberg) |
| St 1020 | (L 1020 in Baden-Württemberg) – Landesgrenze – St 2268 in Detwang |
| St 1022 | (L 1022 in Baden-Württemberg) – Landesgrenze – St 2419 in Rothenburg ob der Tauber |
| St 1040 | (L 1040 in Baden-Württemberg) – Landesgrenze – Herrnwinden – St 2419 |
| St 1066 | (Landesstraße 1066 in Baden-Württemberg) – Landesgrenze – – Reichenbach – St 2222 – Sommerau – Feuchtwangen – Vorderbreitenthann – Weinberg – Aurach – Neunstetten – St 2249 – Windmühle – Elpersdorf bei Ansbach – in Ansbach |
| St 1076 | (L 1076 in Baden-Württemberg) – Landesgrenze – Rühlingstetten – |
| St 2162 | (St 2162 in der Oberpfalz) – Bezirksgrenze – Neuhaus an der Pegnitz – St 2163 – Rothenbruck – Velden – Lungsdorf – Rupprechtstegen – Enzendorf – Artelshofen – Vorra – Düsselbach – Alfalter – Hohenstadt – |
| St 2163 | (St 2163 in der Oberpfalz) – Bezirksgrenze – Höfen – St 2162 in Neuhaus an der Pegnitz |
| St 2214 | (St 2214 in Schwaben) – Bezirksgrenze – St 2384 – Bezirksgrenze – (St 2214 in Schwaben) |
| St 2216 | (St 2216 in Schwaben) – Bezirksgrenze – Hüssingen – St 2384 – Hechlingen – St 2384 – Schlittenhart – Auernheim – St 2218 – Treuchtlingen – St 2230 – Schambach – Suffersheim – |
| St 2217 | St 2230 in Treuchtlingen – Möhren – Rehlingen – St 2230 in Solnhofen |
| St 2218 | (L 2218 in Baden-Württemberg) – Landesgrenze – Steineweiler – Unterradach – Seidelsdorf – Dinkelsbühl – St 2220 – Botzenweiler – Sinbronn – Illenschwang – St 2385 – Wittelshofen – Gerolfingen – St 2219 – Wassertrüdingen – St 2221 – Geilsheim – Ostheim – St 2384 – Heidenheim – St 2384 – Degersheim – Rohrach – Fuchsmühle – Windischhausen – St 2216 |
| St 2219 | St 2218 in Wassertrüdingen – St 2248 – St 2221 – Unterschwaningen – Oberschwaningen – Cronheim – |
| St 2220 | (L 2220 in Baden-Württemberg) – Landesgrenze – Wolfertsbronn – Rain – Dinkelsbühl – St 2218 – Witzmannsmühle – Matzmannsdorf – Burk – St 2248 – Königshofen an der Heide – St 2222 – Bechhofen – St 2222 – St 2221 – Großenried – Kleinried – St 2221 – Irrebach – Weidenbach – Triesdorf – St 2411 – Merkendorf – Gerbersdorf – Wolframs-Eschenbach – Sallmannshof – Ismannsdorf – Windsbach – St 2223 – St 2410 – Windsbach – Hergersbach – Abenberg – Kleinabenberg – St 2224 – Rothaurach – Roth – St 2409 – Hofstetten – Eckersmühlen – Hilpoltstein – St 2225 – Mörlach – Bezirksgrenze – (St 2220 in der Oberpfalz) |
| St 2221 | – Claffheim – Burgoberbach – St 2249 – Gerersdorf (Burgoberbach) – Niederoberbach – Sommersdorf (Burgoberbach) – Kleinried – St 2220 – Großenried – St 2220/St 2222 – St 2222 – Dennenlohe – Unterschwaningen – St 2219 – Wassertrüdingen – St 2218 – Bezirksgrenze – (St 2221 in Schwaben) |
| St 2222 | (L 2222 in Baden-Württemberg) – Landesgrenze – Gailroth – Schnelldorf – Oberampfrach – Unterampfrach – Bergnerzell – L 1066 in Reichenbach – … – in Feuchtwangen – Heilbronn – Thürnhofen – Neumühle – Kaierberg – Wieseth – St 2248 – Forndorf – Bechhofen – St 2220 – St 2221 – Arberg – St 2411 – Georgenhaag – Höhberg – Streudorf – Mooskorb – Wald – Gunzenhausen – Thannhausen – Fiegenstall |
| St 2223 | in Ansbach – Alberndorf – Sachsen bei Ansbach – Volkersdorf – St 2412 – Immeldorf – Schlauersbach – Bechhofen – Neuses bei Windsbach – St 2220 – Windsbach – St 2220 – Elpersdorf bei Windsbach – Untereschenbach – Wassermungenau – Stiegelmühle – St 2723 – Trautenfurt – Spalt – Wasserzell – Hügelmühle – St 2224 – |
| St 2224 | in Schwabach – Obermainbach – Ottersdorf – Breitenlohe – St 2220 – Weinmannshof – Rittersbach – Georgensgmünd – St 2223 – Mühlstetten – St 2923 – Mackenmühle – Prexelmühle – Seemannsmühle – Böschleinsmühle – Reichertsmühle – |
| St 2225 | in Langwasser – St 2239 – Wendelstein – Sperberslohe – Bezirksgrenze – (St 2225 in der Oberpfalz) – Bezirksgrenze – Allersberg – St 2237 – St 2237 – Rothsee – Hilpoltstein – St 2220 – St 2238 – Unterrödel – St 2226 – Oberrödel – Tiefenbach – Alfershausen – St 2389 – Thalmässing – St 2227 – Waizenhofen – Bezirksgrenze – (St 2225 in Oberbayern) |
| St 2226 | – Liebenstadt – Heideck – St 2726 – Seiboldsmühle – St 2225 in Unterrödel |
| St 2227 | St 2228 in Burgsalach – Nennslingen – Wengen – Ruppmannsburg – St 2225 – Thalmässing – St 2225 – Kochsmühle – Kleinhöbing – Großhöbing – St 2391 – Hausen – Greding – St 2336 – Mettendorf – Bezirksgrenze – (St 2227 in Oberbayern) |
| St 2228 | – Oberhochstatt – Burgsalach – St 2227 – Raitenbuch – Reuth am Wald – Bezirksgrenze – (St 2228 in Oberbayern) |
| St 2230 | – Windsfeld – Dittenheim – St 2384 – Markt Berolzheim – Wettelsheim – Treuchtlingen – St 2216 – St 2217 – Pappenheim – Zimmern – St 2387 – Solnhofen – St 2217 – Bezirksgrenze – (St 2230 in Oberbayern) |
| St 2236 | (St 2236 in Oberfranken) – … – Bezirksgrenze – … – in Forth – Mausgesees – Herpersdorf – Laipersdorf – Großbellhofen – St 2241 – Schnaittach – St 2241 – Rollhofen – Speikern – – … – – Happurg – Förrenbach – Thalheim – Claramühle – Regelsmühle – Rosenmühle – Wetzlasmühle – Haubmühle – Alfeld – Ziegelhütte – Bezirksgrenze – (St 2236 in der Oberpfalz) |
| St 2237 | St 2409 in Roth – Brunnau – Guggenmühle – St 2225 – St 2225 – St 2402 – Reckenstetten – Bezirksgrenze – (St 2237 in der Oberpfalz) |
| St 2238 | St 2225 in Hilpoltstein – Solar – St 2391 – St 2388 – Sindersdorf – Meckenhausen – Bezirksgrenze – (St 2238 in der Oberpfalz) |
| St 2239 | – Rohr – Leuzdorf – Kottensdorf – Gustenfelden – Unterreichenbach – Schwabach – Penzendorf – Neuses – St 2406 – Kleinschwarzenlohe – Wendelstein – St 2225 – Röthenbach bei Sankt Wolfgang – Feucht – St 2401 – Penzenhofen – Weinhof – St 2240 in Altdorf bei Nürnberg |
| St 2240 | in Gremsdorf – Buch – Klebheim – Niederlindach – Hannberg – St 2259 – Heßdorf – St 2259 – Dechsendorf – Alterlangen – Erlangen – St 2242 – Buckenhof – Uttenreuth – Weiher – St 2243 – Bezirksgrenze – (St 2240 in Oberfranken) – Bezirksgrenze – Brand – Eschenau – Neunhof – Veldershof – Seiboldshof – Vogelhof – Rudolfshof – Kotzenhof – Lauf an der Pegnitz – St 2241 – St 2405 – Diepersdorf – Leinburg – Unterhaidelbach – St 2404 – Winn – Unterwellitzleithen – Ziegelhütte – St 2239 – Altdorf bei Nürnberg – St 2401 – Schleifmühle – Bezirksgrenze – (St 2240 in der Oberpfalz)                               |
| St 2241 | 4R in Nürnberg – Mögeldorf – Laufamholz – Schwaig bei Nürnberg – Speckschlag – Röthenbach an der Pegnitz – St 2405 – Wetzendorf – Lauf an der Pegnitz – St 2240 – Neunkirchen am Sand – Wolfshöhe – Schnaittach – St 2236 – Hedersdorf – Simmelsdorf – Hüttenbach – Oberndorf – Bezirksgrenze – (St 2241 in Oberfranken) |
| St 2242 | (St 2242 in Oberfranken) – Bezirksgrenze – Adlitz – Marloffstein – Spardorf – Sieglitzhof – Erlangen – St 2240 – St 2244 – Bruck – Eltersdorf – Mannhof – St 2263 – Stadeln – Poppenreuth – Fürth – St 2407 – Dambach – Zirndorf – St 2245 in Altenberg |
| St 2243 | (St 2243 in Oberfranken) – Bezirksgrenze – St 2240 – Kalchreuth – Heroldsberg – |
| St 2244 | St 2252 in Markt Erlbach – Kemmathen – Neidhardswinden – Neuschauerberg – Emskirchen – Sixtmühle – Schneemühle – Stadelhof – Oberniederndorf – Neundorf – Münchaurach – Falkendorf – St 2263 – Herzogenaurach – St 2263 – Frauenaurach – St 2242 – Erlangen – St 2240 – Bubenreuth – Baiersdorf – – Bezirksgrenze – (St 2244 in Oberfranken) |
| St 2245 | St 2246/St 2249 in Leutershausen – Bauzenweiler – Colmberg – St 2250 – Oberhegenau – Anfelden – Oberdachstetten – Straßenhof – St 2253 – Wippenau – St 2253 – Rothenhof – St 2255 – Seubersdorf – Unterschlauersbach – Großhabersdorf – St 2246 – Vincenzenbronn – Ammerndorf – St 2409 – Weinzierlein – St 2409 – Wintersdorf – Leichendorf – Oberasbach – Altenberg – St 2242 – St 2407 – Kleinreuth bei Schweinau – in Nürnberg |
| St 2246 | St 2419 – Schillingsfürst – St 2247 – Altengreuth – Neureuth – Steinbächlein – St 2249 – Leutershausen – St 2245 – St 2249 – Wiedersbach – Hannenbach – Straßenwirtshaus – Lengenfeld – Schalkhausen – St 1066 in Ansbach – … – – Obereichenbach – Neubruck – Bruckberg – Kleinhaslach – Kehlmünz – St 2410 – St 2245 in Großhabersdorf |
| St 2247 | (L 2247 in Baden-Württemberg) – Landesgrenze – Leitsweiler – Wettringen – St 2249 – Insingen – St 2249 – Diebach – Bellershausen – Schillingsfürst – St 2246 |
| St 2248 | St 1066 in Elpersdorf bei Ansbach – Regmannsdorf – Schernberg – Herrieden – St 2249 – Leibelbach – Häuslingen – Wieseth – St 2222 – Burk – St 2220 – Beyerberg – Ehingen – Lentersheim – St 2219 |
| St 2249 | St 2419 in Rothenburg ob der Tauber – Gebsattel – Kirnberg – Schönbronn – Hagenau – Clonsbach – St 2246 – Leutershausen – St 2245 – St 2246 – Rauenbuch – Weißenmühle – Niederdombach – Neunstetten – St 1066 – Herrieden – St 2248 – Rauenzell – Burgoberbach – St 2221 – |
| St 2250 | St 2419 in Rothenburg ob der Tauber – Neusitz – Gunzendorf – Geslau – St 2245 – Colmberg – St 2245 – |
| St 2252 | in Neuherberg – Ergersheim – Wiebelsheim – St 2253 – Lenkersheim – Mailheim – Linden – Markt Erlbach – St 2255 – St 2244 – Eschenbach – St 2413 – Wilhermsdorf – Heinersdorf – Lohe – |
| St 2253 | in Markt Bibart – Hürfeld – St 2256 – Sugenheim – Deutenheim – St 2256 – Rüdisbronn – Berolzheim – Bad Windsheim – Ickelheim – Breitenau – Obernzenn – St 2413 – Egenhausen – St 2245 – Wippenau – St 2245 – Flachslanden – |
| St 2254 | (St 2254 in Oberfranken) – Bezirksgrenze – – Zentbechhofen – Bösenbechhofen – Saltendorf – St 2263 in Höchstadt an der Aisch |
| St 2255 | in Neustadt an der Aisch – Schellert – Oberulsenbach – St 2252 – Markt Erlbach – Neuziegenrück – St 2413 – Neuhof an der Zenn – Oberfeldbrecht – St 2245 – Andorf – Frickendorf – Rosenberg – Rügland – in Ansbach |
| St 2256 | (L 2256 in Baden-Württemberg) – Landesgrenze – Auernhofen – Simmershofen – Adelhofen – Uffenheim – Ulsenheim – Krautostheim – Deutenheim – St 2253 – Sugenheim – St 2253 – Ullstadt – Langenfeld – Baudenbach – Roßbach – Mittelsteinach – St 2259 – Abtsgreuth – Hombeer – St 2417 – Breitenlohe – Burghaslach – St 2261 – Freihaslach – Münchhof – Burghöchstadt – Bezirksgrenze – (St 2256 in Unterfranken) |
| St 2257 | (St 2257 in Unterfranken) – Bezirksgrenze – Prühl – Oberscheinfeld – St 2421 – in Ziegenbach |
| St 2259 | St 2261 – Thierberg – St 2417 – Lachheim – Obersteinbach – Mittelsteinach – St 2256 – Münchsteinach – Gutenstetten – Forst – Gerhardshofen – Birnbaum – St 2414 – Rezelsdorf – Weisendorf – St 2263 – Reinersdorf – Großenseebach – St 2240 – Heßdorf – St 2240 – Röttenbach – Hemhofen – Zeckern – Bezirksgrenze – (St 2259 in Oberfranken) |
| St 2260 | (St 2260 in Oberfranken) – Bezirksgrenze – Wachenroth – Mühlhausen – St 2763 – Bezirksgrenze – (St 2260 in Oberfranken) |
| St 2261 | – St 2421 – Scheinfeld – St 2259 – Rosenbirkach – Oberrimbach – Unterrimbach – St 2256 – Burghaslach – Niederndorf – Bezirksgrenze – (St 2261 in Oberfranken) |
| St 2263 | (St 2263 in Oberfranken) – Bezirksgrenze – Etzelskirchen – Höchstadt an der Aisch – St 2254 – St 2763 – Kleinneuses – Großneuses – Boxbrunn – Oberlindach – Weisendorf – St 2259 – Nankendorf – Hammerbach – Welkenbach – St 2244 – Herzogenaurach – St 2244 – Vach – St 2242 in Mannhof |
| St 2264 | (St 2264 in Oberfranken) – Bezirksgrenze – Weppersdorf – Adelsdorf – |
| St 2268 | (L 2251 in Baden-Württemberg) – Landesgrenze – Tauberzell – Tauberscheckenbach – St 2416 – Detwang – St 1020 – Bettwar – St 2419 in Rothenburg ob der Tauber |
| St 2285 | (St 2285 in Oberfranken) – Bezirksgrenze – |
| St 2336 | (St 2336 in Oberbayern) – Bezirksgrenze – Landerzhofen – Greding – St 2227 – Kraftsbuch – Grafenberg – Bezirksgrenze – (St 2336 in Oberbayern) |
| St 2384 | St 2230 – St 2218 – Heidenheim – St 2218 – Scheckenmühle – Hechlingen – St 2216 – Hahnenkammsee – Ursheim – Polsingen – St 2214 – Bezirksgrenze – (St 2384 in Schwaben) |
| St 2385 | (L 2385 in Baden-Württemberg) – Landesgrenze – Mönchsroth – Wilburgstetten – Weiltingen – Ruffenhofen – St 2218 |
| St 2387 | St 2230 in Zimmern – St 2724 – Bieswang – Bezirksgrenze – (St 2387 in Oberbayern) |
| St 2388 | St 2238 – Lay – Karm – Bezirksgrenze – (St 2388 in der Oberpfalz) |
| St 2389 | / – Ellingen – Höttingen – Fiegenstall – Burg – Reuth unter Neuhaus – Laibstadt – Aberzhausen – St 2726 – St 2225 in Alfershausen |
| St 2391 | St 2238 – Weinsfeld – Offenbau – Lohen – Untermässing – St 2227 |
| St 2401 | – Altenfurt – Feucht – St 2239 – Ochenbruck – Fröschau – Pattenhofen – Burgthann – Schwarzenbach – Dörlbach – Rasch – St 2240 in Altdorf bei Nürnberg |
| St 2402 | St 2237 – Bezirksgrenze – (St 2402 in der Oberpfalz) |
| St 2404 | – Hormersdorf – Steinensittenbach – Algersdorf – Dietershofen – Kirchensittenbach – Aspertshofen – Kühnhofen – Altensittenbach – – Henfenfeld – Sendelbach – Gersberg – Gersdorf – Oberhaidelbach – St 2240 |
| St 2405 | in Rückersdorf – Röthenbach an der Pegnitz – St 2241 – Renzenhof – St 2240 |
| St 2406 | – Worzeldorf – Kornburg – St 2407 – Kleinschwarzenlohe – St 2239 |
| St 2407 | St 2242 in Fürth – Weikershof – St 2245 – Gebersdorf – Röthenbach – Eibach – Reichelsdorf – Reichelsdorfer Keller – Neukatzwang – Katzwang – St 2406 in Kornburg |
| St 2409 | in Seukendorf – Cadolzburg – Ammerndorf – St 2245 – Weinzierlein – St 2245 – Roßtal – Großweismannsdorf – Regelsbach – Eichwasen – Schwabach – St 2239 – Vogelherd – Igelsdorf – Plöckendorf – Rednitzhembach – Pfaffenhofen – Roth – St 2237 – St 2220 – Kiliansdorf – |
| St 2410 | St 2246 – Bürglein – Böllingsdorf – Bonnhof – Heilsbronn – Aich – Reuth – St 2220 |
| St 2411 | – Triesdorf – St 2220 – St 2222 in Arberg |
| St 2412 | – Petersaurach – Langenloh – Herpersdorf – St 2223 |
| St 2413 | St 2253 in Obernzenn – Unternzenn – Oberaltenbernheim – Unteraltenbernheim – Buch – Trautskirchen – St 2255 – St 2252 |
| St 2414 | in Dachsbach – Birnbaum – St 2259 – Hohholz – Brunn – in Emskirchen |
| St 2416 | St 2268 in Tauberscheckenbach – Adelshofen – Reichelshofen – St 2419 – Endsee – / |
| St 2417 | St 2259 – Klösmühle – Frankfurt – Markt Taschendorf – St 2256 in Hombeer |
| St 2419 | (St 2419 in Unterfranken) – Bezirksgrenze – Bullenheim – Ippesheim – Herrnberchtheim – Gollhofen – Uffenheim – St 2256 – Welbhausen – Reichardsroth – Oberscheckenbach – Gumpelshofen – Reichelshofen – St 2416 – Steinsfeld – Chausseehaus – Rothenburg ob der Tauber – St 2268 – St 2250 – St 1022 – Bleiche – St 2249 – St 1040 – Lohr – Insingen – St 2247 – Untergailnau – St 2246 – Walkersdorf – Wörnitz – Mittelstetten – / |
| St 2421 | (St 2421 in Unterfranken) – Bezirksgrenze – Stierhöfstetten – Oberscheinfeld – St 2257 – Herpersdorf – Burgambach – Grappertshofen – Scheinfeld – St 2261 – Hohlweiler – in Oberlaimbach |
| St 2723 | in Obererlbach – Untererlbach – St 2223 |
| St 2724 | in Rothenstein – St 2387 bei Bieswang |
| St 2726 | St 2226 in Heideck – Selingstadt – St 2389 |
| St 2740 | (St 2740 in Oberfranken) – Bezirksgrenze – Frohnhof – in Forth |
| St 2763 | St 2260 in Mühlhausen – Schirnsdorf – Nackendorf – St 2254 in Höchstadt an der Aisch |